# Tua Tagovailoa
(en) Statistiques sur pro-football-reference
Tuanigamanuolepola « Tua » Tagovailoa, né le 2 mars 1998 à Ewa Beach (en) dans l'archipel d'Hawaï, est un joueur professionnel américain de football américain. Il joue au poste de quarterback pour la franchise des Dolphins de Miami depuis la saison 2020 dans la National Football League (NFL).
Au niveau universitaire, il a joué de 2017 à 2019 pour le Crimson Tide de l'Alabama au sein de la NCAA Division 1 FBS. Au terme de la saison 2017, il remporte le championnat national universitaire contre les Bulldogs de la Géorgie au terme duquel il est désigné meilleur joueur offensif du match. La saison suivante, il participe également à la finale nationale, mais perd le match joué contre les Tigers de Clemson.

## Biographie

### Jeunesse
Aîné d'une fratrie de quatre enfants d'origine samoane, Tagovailoa grandit à Hawaï avec un immense intérêt pour le football américain. Selon un article de Sports Illustrated de 2015, ses parents se rappellent que durant sa petite enfance, il dormait avec un ballon de football sous le bras. À l'âge de 8 ans, il participe aux matches de l'organisation Pop Wagner (en). Il s'y montre capable de lancer des passes à plus de 30 yards, celles de ses équipiers n'atteignant que les 10 yards.
Tua reçoit un grand soutien de son grand-père et de son père (un ancien joueur universitaire junior). À la mort de son grand-père en 2014, Tua est encouragé par son père à continuer de jouer au football américain.
En 2017, Tagovailoa est classé meilleur joueur lycéen à Hawaï. Il étudie au lycée Saint Louis School (en), école ayant également été fréquentée par Marcus Mariota joueur professionnel NFL ayant remporté le Trophée Heisman. Ce dernier y était son tuteur.

### Carrière universitaire

#### Saison 2017
Durant la saison 2017, le true freshman Tagovailoa est désigné remplaçant du quarterback Jalen Hurts. Son équipe remportant certains matchs avec beaucoup de marge, il reçoit l'opportunité de jouer pendant de nombreuses minutes.
Le 9 septembre 2017, il joue son premier match universitaire à domicile contre les Bulldogs de Fresno State au Bryant-Denny Stadium. Il gagne 64 yards par la passe et y réussit sa première passe décisive en carrière vers le wide receiver Henry Ruggs. L'équipe remporte le match 41 à 10.
Le 23 septembre, lors d'un match contre les Commodores de Vanderbilt dans la victoire 59 à 0, Tagovailoa gagne 103 yards à la passe et inscrit deux touchdowns à la passe. Lors du match suivant contre les Rebels d'Ole Miss dans la victoire 66 à 3, il inscrit son premier touchdown par la course. Durant la rencontre annuelle contre les Volunteers du Tennessee, il gagne 134 yards à la passe, inscrit un touchdown par la passe, concède une interception et inscrit un autre touchdown à la course, ce qui permet à son équipe de remporter le match 45 à 7. Le 18 novembre, contre les Bears de Mercer, il inscrit trois touchdowns dans la victoire 56 à 0. Lors du championnat national universitaire se jouant le 8 janvier 2018 contre les Bulldogs de la Géorgie, il remplace Jalen Hurts en cours de seconde mi-temps, ce dernier étant en manque d'efficacité. Dans le temps additionnel, il réussit une passe de 41 yards qui permet au wide receiver DeVonta Smith de marquer le touchdown de la victoire dans la victoire 26 à 23. Durant le match, il gagne 166 yards à la passe, 27 yards à la course et inscrit trois touchdowns pour une interception,. Il est désigné meilleur joueur offensif de la rencontre.

#### Saison 2018

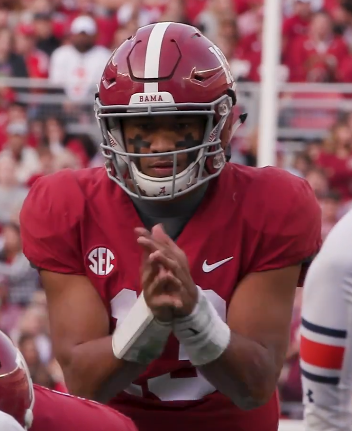
Tua Tagovailoa en 2018.

Le 1er septembre 2018, Tagovailoa commence son premier match comme titulaire lors du match inaugural de la saison contre les Cardinals de Louisville à Orlando en Floride. Il réussit 12 des 16 passes tentées, gagnant 227 yards et inscrivant deux touchdowns par la passe dans la victoire 51 à 14 avant d'être remplacé par Jalen Hurts en cours de 3e quart temps. Après ce match, Nick Saban déclare en conférence de presse que Tagovailoa sera titulaire lors du prochain match joué le 8 septembre à domicile contre les Red Wolves d'Arkansas State.
Lors de la victoire 62 à 7 contre les Rebels d'Ole Miss, il réussit 11 des 15 passes tentées pour un gain de 191 yards, inscrivant 2 touchdowns et gagnant 47 yards supplémentaires à la course. Il continue de réaliser des performances contre Texas A&M en gagnant 387 yards et inscrivant 4 touchdowns à la passe et un touchdown supplémentaire à la course. Dans un rôle limité contre les Ragin' Cajuns de Louisiane, il réussit les 8 passes tentées pour un gain cumulé de 128 yards tout en inscrivant 2 touchdowns. Le match suivant contre les Razorbacks de l'Arkansas, avec 10 passes réussies sur les 13 tentées, il gagne 334 yards et inscrit 4 touchdowns dans la victoire 65 à 31.
En fin de saison régulière, il termine deuxième dans les votes pour l'obtention du trophée Heisman, remporté par le quarterback d'Oklahoma Kyler Murray. Il remporte néanmoins le Walter Camp Award et le Maxwell Award, récompensant tous les deux le meilleur joueur universitaire de football américain.
Après avoir récupéré d'une entorse à la cheville encourue lors de la finale de la Southeastern Conference contre les Bulldogs de la Géorgie, Tagovailoa réalise une performance offensive presque sans faille contre les Sooners de l'Oklahoma à l'occasion de l'Orange Bowl 2018 avec 24 passes réussies sur 27 tentatives, 318 yards à la passe et 4 touchdowns sans interception, permettant à Alabama de participer à son quatrième championnat national consécutif, et est désigné meilleur joueur offensif du match. Il perd néanmoins le championnat national, battu 16 à 44 par les Tigers de Clemson, réussissant 22 des 34 passes tentées pour un gain de 295 yards et deux touchdowns contre deux interceptions.
Il établit un nouveau record de la FBS avec une évaluation du quarterback de 199,4 sur la saison, dépassant les 198,9 obtenus par Baker Mayfield en 2017.

#### Saison 2019
Tagovailoa commence son année junior par une victoire lors du Chick-fil-A Kickoff Game (en) (match inaugural de la saison) joué contre les Blue Devils de Duke à Atlanta. Il réussit 26 passes sur les 31 tentées, gagnant 336 yards, inscrivant 4 touchdowns sans aucune interception avant de se reposer lors du quatrième quart temps. Le match suivant se joue à domicile (victoire contre les Aggies de New Mexico State). Tagovailoa termine le match avec un bilan de 16 passes réussies sur 24, 227 yards, quatre touchdowns, dont un à la course sans interception, le tout lors des trois premiers quart temps, ayant été mis au repos lors du dernier. Il remporte également le troisième match contre les Gamecocks de la Caroline du Sud, affichant un bilan de 28 passes réussies sur 36 pour un gain global de 444 yards à la passe, inscrivant 5 touchdowns sans interception. Il en va de même pour le quatrième, victoire 49 à 7 contre les Golden Eagles de Southern Miss, avec 17 passes réussies sur 21, 293 yards gagnés à la passe et 5 touchdowns inscrits sans interception.
Lors du cinquième match, dans la victoire contre les Rebels d'Ole Miss, Tagovailoa réussit 26 des 36 passes tentées pour un gain de 418 yards, inscrivant 7 touchdowns, dont un à la course, le tout sans interception. Contre les Aggies de Texas A&M, il termine avec 21 passes réussies sur 34 tentées, dont une interceptée, avec un gain de 293 yards tout en inscrivant 4 touchdowns.
Tagovailoa doit quitter le terrain à l'occasion du sixième match, joué contre les Volunteers du Tennessee, très tôt dans le deuxième quart temps à la suite d'une entorse à la cheville. Il subit une intervention chirurgicale le lendemain et ne joue pas le match suivant contre les Razorbacks de l'Arkansas,. Tagovailoa revient de blessure trois semaines plus tard et participe au match contre les Tigers de LSU, classés premiers au classement national. Malgré la défaite et quelques difficultés, avec un fumble et une interception dans la première moitié de ce match, Tagovailoa se reprend en seconde mi-temps et termine le match avec un bilan de 21 passes réussies sur 40 tentées, dont une interception, pour un gain de 413 yards et en inscrivant 4 touchdowns.
Lors du match contre les Bulldogs de Mississippi State, il quitte le terrain après avoir subi un sack alors que le score est de 35 à 7, son genou ayant heurté violemment le sol. Il affiche un bilan pour ce match de 14 passes réussies sur 18 tentées pour un gain de 256 yards et deux touchdowns. Cette action provoque une luxation de la hanche et une fracture de la paroi postérieure, ainsi qu'une fracture du nez et une commotion cérébrale,. Il doit être transporté hors du terrain et transféré par avion à l'hôpital de Birmingham avant d'être opéré à Houston deux jours plus tard. Sa saison est terminée et il est remplacé par Mac Jones pour le restant des matchs.
En janvier 2020, Tagovailoa déclare qu'il va faire impasse sur sa saison senior pour se présenter à la draft 2020 de la NFL. Tagovailoa termine dès lors sa carrière universitaire après avoir établi plusieurs records au niveau de l'équipe d'Alabama et également de la NCAA : plus grande moyenne de yards gagnés par passe (10,9 yards par passe), meilleure évaluation (199,4) et meilleure moyenne de yards gagnés par action de jeu (9,8 yards par action),.

### Carrière professionnelle
| Taille             | Poids           | Bras              | Main          | Sprint   | Sprint   | Sprint   | Shuttle 20 yards | 3 cones drill | Détente   | Détente     | Développé couché | Test Wonderlic |
| Taille             | Poids           | Bras              | Main          | 40 yards | 10 yards | 20 yards | Shuttle 20 yards | 3 cones drill | verticale | horizontale | Développé couché | Test Wonderlic |
| 1,83 m (6 ft 0 in) | 98 kg (217 lbs) | 77 cm (30 1/2 in) | 25 cm (10 in) | -        | -        | -        | -                | -             | -         | -           | -                | 13             |

Bien qu'ayant été invité au combine tenu par la NFL, Tagovailoa ne participe à aucun exercice, n'ayant pas été autorisé par les autorités médicales. Il déclare cependant vouloir participer au pro day tenu par Alabama prévu au mois d'avril avant que celui-ci ne soit annulé en raison de la pandémie de Covid-19,.
Il est sélectionné en tant 5e choix global lors de la draft 2020 de la NFL par la franchise des Dolphins de Miami,. Tagovailoa est le premier quarterback gaucher à être sélectionné par une franchise de la NFL depuis Tim Tebow en 2010. Il signe un contrat de quatre ans à 30,2 millions de dollars, avec une prime à la signature de 19,5 millions de dollars.

#### Saison 2020
Il réussit ses tests physiques et commence les camps d'entraînement avec l'équipe en juillet 2020, mais est désigné comme première doublure du quarterback titulaire Ryan Fitzpatrick en début de saison. Tagovailoa fait ses débuts professionnels lors de la 6e semaine contre les Jets, remplaçant Fitzpatrick dans le 4e quart temps et réussissant 2 passes pour un gain de 9 yards (victoire 24 à 0). Cette première apparition en match est la première d'un quarterback gaucher dans la NFL depuis Kellen Moore en 2015. Pendant la semaine de repos, il est désigné titulaire au poste de quarterback pour jouer en 8e semaine contre les Rams. Lors de sa première tentative de passe en tant que titulaire, il est plaqué par Aaron Donald. Plus tard dans le match, il réussit son premier touchdown en trouvant à la passe son receveur DeVante Parker. Lors de la 11e semaine contre les Broncos, il gagne 83 yards et inscrit un touchdown à la passe avant d'être remplacé par Ryan Fitzpatrick en tout début de 4e quart temps alors que les Broncos mènent au score. Tagovailoa manque le match de la 12e semaine contre les Jets à la suite d'une blessure au pouce encourue lors d'un entraînement. Il revient lors de la semaine suivante contre les Bengals, gagne 296 yards et inscrit un touchdown par la passe (victoire 19 à 7). Contre les Raiders en 16e semaine, il gagne 94 yards et inscrit un touchdown par la passe avant d'être à nouveau remplacé par Fitzpatrick au 4e quart temps. Il réalise sa meilleure performance professionnelle lors de la défaite 26 à 56 au cours de la dernière journée contre les Bills, gagnant 361 yards et inscrivant un touchdown par la passe malgré trois interceptions.

#### Saison 2021
Très tôt lors du match contre les Bills en 2e semaine, Tagovailoa se blesse au niveau des côtes. Il est évacué et ne rejoue pas du match. Des examens décèlent qu'il s'est fracturé plusieurs côtes. Placé sur la liste des blessés, il ne rejoue qu'en 6e semaine lors du match contre les Jaguars disputé à Londres. Il perd le match ainsi que les deux suivants et les Dolphins affichent un bilan provisoire de 1 victoire pour 7 défaites. Il est remplacé par Jacoby Brissett en 9e semaine (victoire 17 à 9 contre les Texans). Toujours remplaçant contre les Ravens la semaine suivante, il entre en cours de match et permet à son équipe de gagner sur le score de 22 à 10 inscrivant un touchdown à la course à deux minutes du terme. Il reste titulaire jusqu'en fin de saison remportant sept victoires consécutives ce qui n'était plus arrivé à sa franchise depuis la saison 1985. Lors de la victoire en 13e semaine contre les Giants, il devient le premier quarterback des Dolphins depuis Dan Marino en 1994 à réussir au moins 21 passes au cours de la première mi-temps d'un match,. Cependant, la défaite en avant-dernière semaine contre les Titans combinée à la victoire des Chargers sur les Broncos élimine les Dolphins de la qualification pour la phase éliminatoire pour la cinquième année consécutive et pour la 18e fois en 20 saisons.

#### Saison 2024
Le 26 juillet 2024, Tagovailoa signe une extension de contrat de quatre ans pour un montant de 212,4 millions de dollars le liant jusqu'en fin de saison 2028  avec les Dolphins de Miami.
Le 12 septembre à l'occasion du Thursday Night Football, Tagovailoa subit une nouvelle commotion (la troisième en deux ans) lors du match contre les Bills, à la suite d'un choc au casque avec le safety Damar Hamlin. Il est placé sur la liste des réservistes blessés pendant quatre semaines en fonction du respect des protocoles de la NFL.

## Statistiques

### Universitaires
| Année            | Équipe           | Statut           | MJ |         | Passes   | Passes | Passes | Passes | Passes | Passes | Passes  |       | Courses | Courses | Courses | Courses |
| Année            | Équipe           | Statut           | MJ | Tentées | Réussies | Pct.   | Yards  | TD     | Int.   | Éval.  | Tentées | Yards | Moy.    | TD      |         |         |
| 2017             | Alabama          | Fr.              | 08 | 077     | 049      | 63,6   | 0636   | 11     | 2      | 175,0  | 27      | 133   | 4,9     | 2       |         |         |
| 2018             | Alabama          | So.              | 15 | 355     | 245      | 69,0   | 3 966  | 43     | 6      | 199,4  | 57      | 190   | 3,3     | 5       |         |         |
| 2019             | Alabama          | Jr.              | 09 | 252     | 180      | 71,4   | 2 840  | 33     | 3      | 206,9  | 21      | 025   | 1,2     | 2       |         |         |
| Totaux à Alabama | Totaux à Alabama | Totaux à Alabama | 32 | 684     | 474      | 69,3   | 7 442  | 87     | 11     | 199,4  | 105     | 348   | 3,3     | 9       |         |         |

### Professionnelles
| Année      | Équipe            | MJ |                | Passes         | Passes         | Passes         | Passes         | Passes         | Passes         | Passes         |                | Courses        | Courses        | Courses | Courses |     | Sacks  | Sacks |  | Fumbles | Fumbles |
| Année      | Équipe            | MJ | Tentées        | Réussies       | Pct.           | Yards          | TD             | Int.           | Éval.          | Tentées        | Yards          | Moy.           | TD             | Nb.     | Yards   | Nb. | Perdus |       |  |         |         |
| 2020       | Dolphins de Miami | 10 | 290            | 186            | 64,1           | 1 814          | 11             | 05             | 087,1          | 36             | 109            | 3,0            | 3              | 20      | 136     | 01  | 1      |       |  |         |         |
| 2021       | Dolphins de Miami | 13 | 388            | 263            | 67,8           | 2 653          | 16             | 10             | 090,1          | 42             | 128            | 3,0            | 3              | 20      | 152     | 09  | 1      |       |  |         |         |
| 2022       | Dolphins de Miami | 13 | 400            | 259            | 64,8           | 3 548          | 25             | 08             | 105,5          | 23             | 070            | 3,0            | 0              | 21      | 163     | 06  | 1      |       |  |         |         |
| 2023       | Dolphins de Miami | 17 | 560            | 388            | 69,3           | 4 624          | 29             | 14             | 101,1          | 35             | 074            | 2,1            | 0              | 29      | 171     | 13  | 5      |       |  |         |         |
| 2024       | Dolphins de Miami | ?  | Saison à venir | Saison à venir | Saison à venir | Saison à venir | Saison à venir | Saison à venir | Saison à venir | Saison à venir | Saison à venir | Saison à venir | Saison à venir | ?       | ?       | ?   | ?      |       |  |         |         |
| Totaux NFL | Totaux NFL        | 53 | 1 638          | 1096           | 66,8           | 12 639         | 82             | 37             | 096,4          | 136            | 381            | 2,9            | 6              | 90      | 622     | 29  | 8      |       |  |         |         |

| Année      | Équipe            | MJ |                         | Passes                  | Passes                  | Passes                  | Passes                  | Passes                  | Passes                  | Passes                  |                         | Courses                 | Courses                 | Courses | Courses |     | Sacks  | Sacks |  | Fumbles | Fumbles |
| Année      | Équipe            | MJ | Tentées                 | Réussies                | Pct.                    | Yards                   | TD                      | Int.                    | Éval.                   | Tentées                 | Yards                   | Moy.                    | TD                      | Nb.     | Yards   | Nb. | Perdus |       |  |         |         |
| 2022       | Dolphins de Miami | -  | N'a pas joué car blessé | N'a pas joué car blessé | N'a pas joué car blessé | N'a pas joué car blessé | N'a pas joué car blessé | N'a pas joué car blessé | N'a pas joué car blessé | N'a pas joué car blessé | N'a pas joué car blessé | N'a pas joué car blessé | N'a pas joué car blessé | -       | -       | -   | -      |       |  |         |         |
| 2023       | Dolphins de Miami | 1  | 39                      | 20                      | 51,3                    | 199                     | 1                       | 1                       | 63,9                    | 3                       | 25                      | 8,3                     | 0                       | 2       | 11      | 0   | 0      |       |  |         |         |
| Totaux NFL | Totaux NFL        | 1  | 39                      | 20                      | 51,3                    | 199                     | 1                       | 1                       | 63,9                    | 3                       | 25                      | 8,3                     | 0                       | 2       | 11      | 0   | 0      |       |  |         |         |

## Trophées et récompenses

### Universitaires
- En 2017 (saison Freshman) :
  - Champion NCAA Division I FBS 2017 ;
  - MVP offensif du College Football Championship Game 2017.

- En 2018 (saison Sophomore) :
  - Joueur NCAA de l'année 2018 pour le Sporting News ;
  - Maxwell Award 2018 ;
  - Walter Camp Award 2018 ;
  - Meilleur joueur offensif 2018 de la conférence SEC ;
  - Sélectionné dans l'équipe-type 2018 de la conférence SEC (First-Team All-SEC) ;
  - Champion 2018 de la conférence SEC ;
  - Sélectionné dans l'équipe-type NCAA 2018 (First Team All-American) ;
  - Meilleur joueur polynésien de la saison 2018 pour le Polynesian Football Hall of Fame College ;
  - Meilleur joueur offensif (MVP) de l'Orange Bowl 2018 ;
  - Meilleur performeur de la saison 2018 décerné par le College Football Performance Awards (CFPA) ;
  - Meilleur quarterback 2018 (titre partagé) décerné par le National Quarterback Club College.

- En 2019 (saison Junior) :
  - Sélectionné dans la seconde équipe type de la conférence SEC.

### Professionnels
- En 2022 :
  - Meilleur joueur offensif de l'AFC en 2e semaine

## Vie personnelle

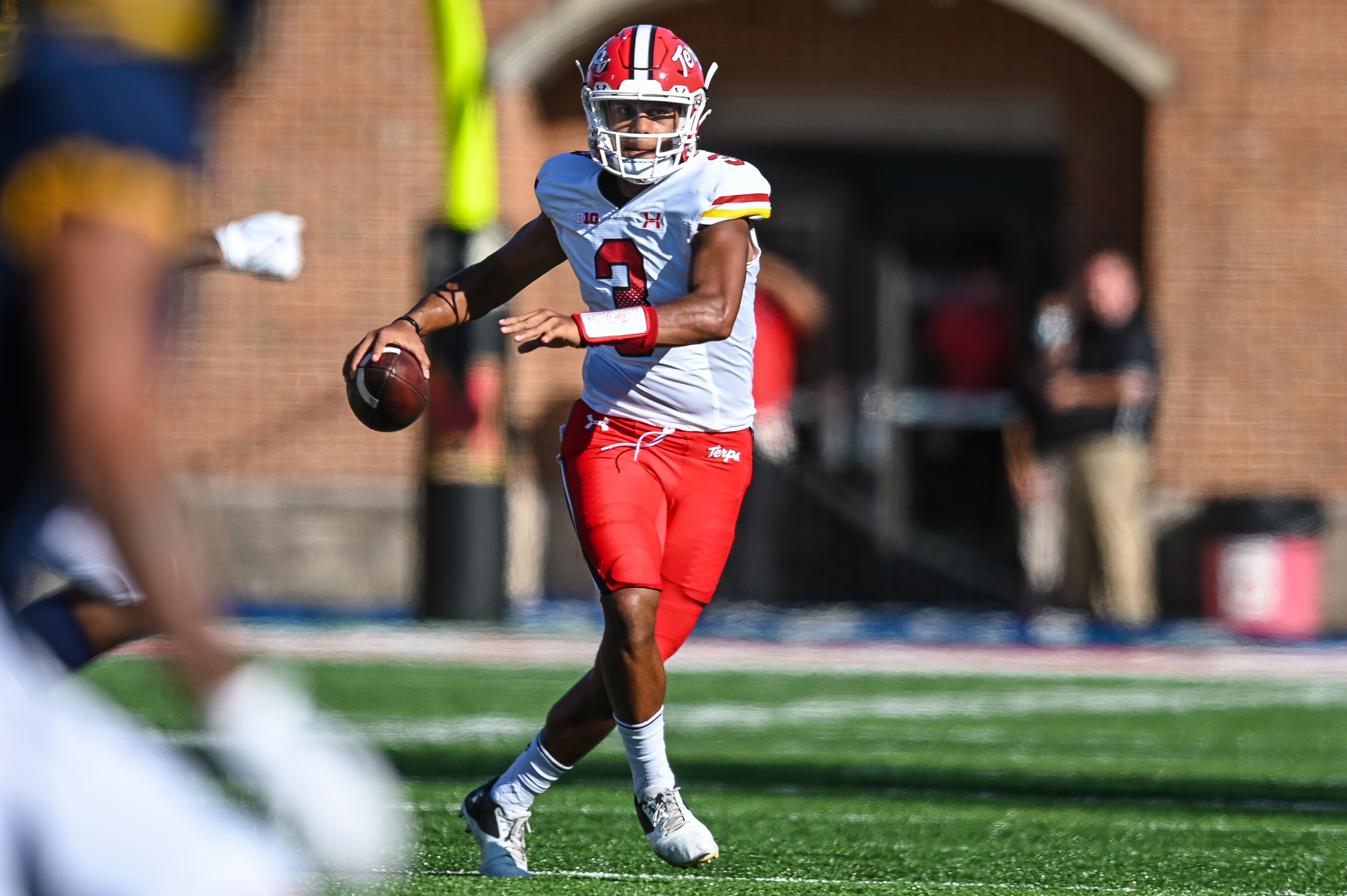
Son frère, Taulia Tagovailoa en 2021 avec les Terrapins du Maryland.

Tagovailoa emménage en Alabama après avoir obtenu son diplôme à la Saint Louis School. Il est chrétien convaincu.
Même s'il est naturellement droitier, son père l’a entraîné à également lancer le ballon avec sa main gauche dès son plus jeune âge, lui permettant d'être un des rares quarterbacks gauchers en activité.
Son petit frère Taulia Tagovailoa joue au poste de quarterback chez le Crimson Tide de l'Alabama depuis 2019 après avoir joué dans l'équipe de la Thompson High School d'Alabaster (Alabama). Il était le quarterback remplaçant de Tua à Alabama,. Les cousins de Tua jouent également au football américain au poste de lineman défensif, Myron Tagovailoa-Amosaau à Notre Dame et Adam Amosa-Tagovailoa à la Navy.